# Zoë Bell
Zoë E. Bell (Nova Zelândia, 17 de novembro de 1978) é uma dublê e atriz neozelândesa. Bell foi dublê das atrizes Lucy Lawless em Xena: Warrior Princess e Uma Thurman em Kill Bill, além de atuar em outros filmes.

## Biografia
Bell nasceu na Nova Zelândia filha de Tish, uma enfermeira, e Andrew Bell, um médico. Ela tem um irmão mais novo chamado Jake. Zoë cresceu em Waiheke Island, em Auckland. Quando criança participou de competições de ginástica. Aos quinze anos parou de estudar Taekwondo, também participou de competições de saltos ornamentais, mergulho, atletismo e dança. Bell frequentou a Auckland Girls' Grammar School  e a Selwyn College.

## Filmografia

### Cinema (Dublê)

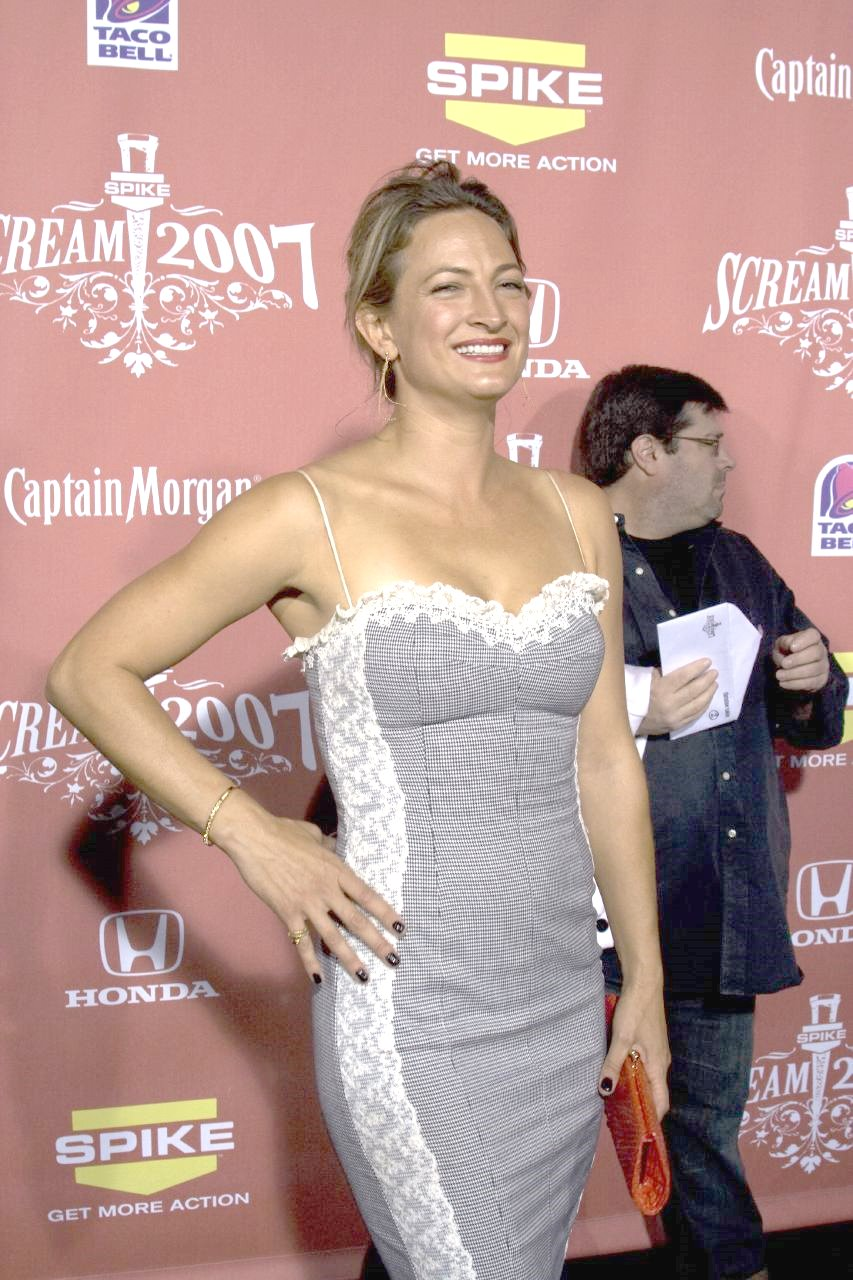
Bell em 2007 no Scream Awards

| Ano  | Título Original       | Título (Brasil)     | Papel                          |
| ---- | --------------------- | ------------------- | ------------------------------ |
| 2003 | The Extreme Team      | The Extreme Team    | Dublê                          |
| 2003 | Kill Bill: Vol. 1     | Kill Bill: Vol. 1   | Dublê - A Noiva                |
| 2004 | Kill Bill: Vol. 2     | Kill Bill: Vol. 2   | Dublê - A Noiva                |
| 2004 | Catwoman              | Mulher Gato         | Dublê - Laurel (não creditada) |
| 2005 | Love Wrecked          | S.O.S. do Amor      | Dublê                          |
| 2006 | Poseidon              | Poseidon            | Dublê                          |
| 2006 | Devil's Den           | Devil's Den         | Dublê                          |
| 2006 | Penny Dreadful        | Penny Dreadful      | Dublê                          |
| 2007 | Grindhouse            | Grindhouse          | Dublê                          |
| 2007 | Death Proof           | A Prova de Morte    | Ela mesma                      |
| 2007 | Planet Terror         | Planeta Terror      | Dublê                          |
| 2007 | The Kingdom           | O Reino             | Dublê                          |
| 2008 | 27 Dresses            | Vestida Para Casar  | Dublê                          |
| 2008 | Reflections           | Reflections         | Dublê                          |
| 2009 | Blood and Bone        | Blood and Bone      | Dublê                          |
| 2009 | Bitch Slap            | Bitch Slap          | Dublê                          |
| 2009 | Inglourious Basterds  | Bastardos Inglórios | Dublê - Shosanna e Bridget     |
| 2009 | The Final Destination | Premonição 4        | Dublê                          |

### Televisão (Dublê)
| Ano  | Título                 | Papel                 | Notas                   |
| ---- | ---------------------- | --------------------- | ----------------------- |
| 1995 | Xena: Warrior Princess | Dublê de Lucy Lawless | Episódios desconhecidos |
| 2005 | alias                  | Dublê - Amy Acker     | 1 episódio              |

### Cinema (Atriz)
| Ano  | Título Original                  | Título (Brasil)             | Papel                      |
| ---- | -------------------------------- | --------------------------- | -------------------------- |
| 2007 | Grindhouse                       | Grindhouse                  | Zoe (segmento Death Proof) |
| 2007 | Planet Terror                    | Planeta Terror              | Paramédica (não creditada) |
| 2008 | Reflections                      | Reflections                 | Mulher no espelho          |
| 2009 | Bitch Slap                       | Bitch Slap                  | Rawhide                    |
| 2009 | Angel of Death                   | Angel of Death              | Eve                        |
| 2009 | Gamer                            | Gamer                       | Sandra                     |
| 2009 | Whip It                          | Garota Fantástica           | Bloody Holly               |
| 2010 | Game of Death                    | Game of Death               |                            |
| 2010 | The Reapers                      | The Reapers                 |                            |
| 2012 | Django Livre                     | Django Livre                | Tracker Peg                |
| 2013 | Superfly                         | Superfly                    | Charlie                    |
| 2013 | Oblivion                         | Oblivion                    | Kara                       |
| 2015 | The Hateful 8                    | Os Oito Odiados             | Six-Horse Judy             |
| 2016 | Camino                           | Camino                      | Avery Taggert              |
| 2019 | Once Upon a Time in... Hollywood | Era Uma Vez em... Hollywood | Janet Lloyd                |

### Televisão (Atriz)
| Ano  | Título         | Papel           | Notas       |
| ---- | -------------- | --------------- | ----------- |
| 2000 | Cleopatra 2525 | Mulher sedutora | 1 episódio  |
| 2008 | Lost           | Regina          | 4 episódios |

## Prêmios e Indicações
| Ano  | Resultado | Premiação                  | Categoria              | Título            |
| ---- | --------- | -------------------------- | ---------------------- | ----------------- |
| 2004 | Indicada  | World Stunt Awards         | Melhor Dublê           | Kill Bill: Vol. 1 |
| 2004 | Indicada  | World Stunt Awards         | Melhor Luta            | Kill Bill: Vol. 1 |
| 2005 | Indicada  | World Stunt Awards         | Melhor Trabalho        | Mulher Gato       |
| 2005 | Venceu    | World Stunt Awards         | Melhor Dublê           | Kill Bill: Vol. 2 |
| 2005 | Venceu    | World Stunt Awards         | Melhor Luta            | Kill Bill: Vol. 2 |
| 2008 | Indicada  | Screen Actors Guild Awards | Melhor Grupo de Dublês | The Kingdom       |